# Wayne Odesnik
Wayne Odesnik (* 21. November 1985 in Johannesburg, Südafrika) ist ein ehemaliger US-amerikanischer Tennisspieler.

## Leben und Karriere

### Bis 2003: Werdegang und erste Jahre als Profi
Wayne Odesnik wurde in Südafrika geboren, zog jedoch im Alter von drei Jahren mit seinen Eltern in die Vereinigten Staaten und wuchs dort auf. Im Alter von sieben Jahren begann er mit dem Tennisspielen. Zwischen 2000 und 2002 trat er bei internationalen Juniorenturnieren an und konnte dabei zwei Titel bei kleineren Turnieren gewinnen.
Parallel nahm er auch schon an einigen Profi-Turnieren teil. Im Mai 2002 erreichte er das Halbfinale eines Future-Turniers und gewann so seine ersten Weltranglistenpunkte. Den ersten Titel gewann er im April 2003 in Jamaika, dabei setzte er sich im Finale gegen den späteren Top-20-Spieler Juan Mónaco durch. Im weiteren Jahresverlauf folgte noch ein weiterer Future-Titel und der Einstieg in die Top 500 der Weltrangliste.

### 2004–2007: Grand-Slam-Debüt und erste Challenger-Titel
Im April 2004 bekam Wayne Odesnik für das ATP-Turnier in Houston eine Wildcard, er schied jedoch in der ersten Runde gegen James Blake aus. Für die US Open bekam er ebenfalls eine Wildcard, verlor bei seinem Grand-Slam-Debüt jedoch gegen David Sánchez. Zum Ende des Jahres 2004 erreichte er noch drei Future-Finals, die er jedoch allesamt verlor.
Die Finalniederlagenserie setzte sich 2005 zunächst fort, bis Odesnik schließlich im November 2005 nach sechs verlorenen Finals in Folge wieder einen Titel gewinnen konnte. Nur eine Woche später gewann er einen weiteren Titel, dabei besiegte er mit Sam Querrey erneut einen späteren Top-20-Spieler.
2006 folgten zwei weitere Future-Titel, zudem kam Odesnik nun auch erstmals über die zweite Runde eines Challenger-Turniers hinaus: Zunächst erreichte er in Atlanta im Mai 2006 ein Halbfinale, einen Monat später gewann er dann in Mailand gegen Arnaud Di Pasquale seinen ersten Titel. Daraufhin stieg er in der Weltrangliste erstmals in die Top 200 ein. Bei den US Open, für die er wie schon zwei Jahre zuvor eine Wildcard bekam, schied er in der ersten Runde gegen Raemon Sluiter aus.
In der ersten Hälfte des Jahres 2007 war Wayne Odesnik erfolgreich auf der Challenger Tour: Neben zwei Halbfinals und mehreren Viertelfinals erreichte er im Juni 2007 in Karlsruhe ein Finale, welches er jedoch gegen Mischa Zverev verlor. Einen Monat später konnte er in Washington seinen ersten Sieg auf ATP-Ebene verbuchen: Als Qualifikant besiegte er in der ersten Runde Adrián García und anschließend den Top-100-Spieler und späteren US-Open-Sieger Juan Martín del Potro. Im Achtelfinale scheiterte er dann jedoch knapp am späteren Finalisten John Isner. Nur eine Woche später war Odesnik beim Masters-Turnier in Montreal erneut erfolgreich: Als Qualifikant setzte er sich in der ersten Runde in drei Sätzen gegen den Weltranglistenelften Ivan Ljubičić durch, bevor er in der zweiten Runde gegen Frank Dancevic ausschied. Bei den folgenden US Open erreichte Wayne Odesnik durch einen Fünfsatzsieg über Danai Udomchoke erstmals die zweite Runde eines Grand-Slam-Turniers, war dort jedoch chancenlos gegen den an Position 20 gesetzten späteren Viertelfinalisten Juan Ignacio Chela. Im Oktober 2007 gewann Odesnik in Sacramento durch einen Finalsieg über Lu Yen-hsun seinen zweiten Challenger-Titel, und erreichte mit Platz 126 seine bis dahin beste Jahresendplatzierung in der Weltrangliste.

### 2008–2009: Einstieg in die Top 100 und erstes ATP-Finale
Das Jahr 2008 begann für Wayne Odesnik mit der erstmaligen Qualifikation für die Australian Open, gefolgt von einer Erstrundenniederlage gegen Feliciano López. Nachdem er bei den ATP-Turnieren in San José und Indian Wells jeweils die zweite Runde erreicht hatte, konnte Odesnik in Houston im April 2008 erstmals ein ATP-Halbfinale erreichen. Dabei besiegte er unter anderem die Top-100-Spieler Dudi Sela und Sergio Roitman, bevor er dem späteren Turniersieger Marcel Granollers unterlag. Bei den French Open, für die er eine Wildcard bekam, gelang Wayne Odesnik im Mai 2008 erstmals der Einzug in die dritte Runde eines Grand-Slam-Turniers: Nach einem knappen Dreisatzsieg über den an Position 209 gesetzten Guillermo Cañas (welcher später sein Trainer werden sollte) folgte ein Viersatzsieg über Lee Hyung-taik. In der dritten Runde war dann jedoch gegen den an Position 3 gesetzten späteren Halbfinalisten Novak Đoković Endstation. Durch diesen Erfolg stieg Odesnik erstmals für einige Wochen in die Top 100 der Weltrangliste ein. Dadurch war er für Wimbledon direkt qualifiziert, verlor dort jedoch in der ersten Runde gegen den an Position 24 gesetzten Jarkko Nieminen. Im weiteren Jahresverlauf erreichte Odesnik wie schon im Vorjahr die zweite Runde der US Open sowie bei den ATP-Turnieren in Los Angeles und Tokio, auf Challenger-Ebene kam er jedoch nie über das Halbfinale hinaus und fiel daher zum Jahresende auf Platz 119 der Weltrangliste zurück.
Nach einer Erstrundenniederlage bei den Australian Open gewann Wayne Odesnik im Februar 2009 in Carson durch einen Finalsieg über Scoville Jenkins seinen dritten Challenger-Titel. In Houston, wo er im Vorjahr bereits das Halbfinale erreicht hatte, stand er dann im April 2009 nach Siegen unter anderem über die Top-100-Spieler Jürgen Melzer und Björn Phau in seinem ersten ATP-Finale, unterlag dort jedoch in zwei Sätzen dem ehemaligen Weltranglistenersten Lleyton Hewitt. In der Weltrangliste erreichte Odesnik daraufhin mit Rang 77 seine beste Platzierung. Nachdem er bei den French Open in der ersten Runde gegen den an Position 7 gesetzten Gilles Simon ausgeschieden war, fiel er zunächst wieder aus den Top 100 heraus, konnte sich jedoch durch einen Achtelfinalteilnahme beim ATP-Turnier von Washington sowie ein Challenger-Finale in Tulsa im September 2009 wieder verbessern, so dass er erstmals ein Jahr in den Top 100 der Weltrangliste beendete.

### 2010: Dopingfund und Sperre
Das Jahr 2010 begann für Wayne Odesnik im australischen Brisbane, wo er das Viertelfinale erreichte. Bei der Einreise nach Australien hatte der australische Zoll in Odesniks Gepäck Ampullen mit dem Wachstumshormon hGH gefunden, welches als Dopingmittel gilt. Er wurde von einem australischen Gericht zu einer Geldstrafe von umgerechnet 7000 Euro verurteilt, spielte jedoch zunächst normal weiter. Bei den Australian Open erreichte er erstmals die zweite Runde, wo er gegen Philipp Kohlschreiber ausschied. Bei seinem Lieblingsturnier in Houston erreichte Odesnik im April 2010 zum dritten Mal das Halbfinale, welches er knapp gegen Sam Querrey verlor. Dies war sein vorerst letztes Turnier, da er anschließend von der ITF für zwei Jahre gesperrt wurde. Zudem wurden ihm sämtliche im Jahr 2010 erspielten Preisgelder aberkannt. Im Dezember 2010 gab die ITF bekannt, dass Odesniks Sperre auf ein Jahr halbiert wurde und er daher ab 2011 wieder spielberechtigt sei. Als offizieller Grund wurde angegeben, dass er erhebliche Unterstützung bei der Umsetzung der professionellen Verhaltensregeln geleistet hatte. Spekulationen zufolge hatte er unter anderem gegen Daniel Köllerer ausgesagt, welcher später lebenslang wegen Spielmanipulationen gesperrt wurde.

### Seit 2011: Comeback, Kritik und erneute Sperre
Da er wegen der Sperre sämtliche Weltranglistenpunkte verloren hatte, musste Wayne Odesnik Anfang 2011 zunächst wieder Future-Turniere spielen. Im Februar 2011 gewann er als Qualifikant den ersten Titel nach seinem Comeback, im März 2011 folgte der nächste Titel, wodurch er in nur zwei Monaten wieder auf Platz 528 der Weltrangliste stieg. Dies reichte, um an der Qualifikation zu Challenger-Turnieren teilzunehmen, was Odesnik sogleich nutzte: Im April 2011 erreichte er als Qualifikant das Finale des Challenger-Turniers in Tallahassee, dabei besiegte er unter anderem den Top-100-Spieler Michael Russell. Einen Monat später erreichte er in Savannah erneut als Qualifikant ein Finale, welches er gegen Donald Young gewann, gegen den er in Tallahassee noch knapp verloren hatte. Im Juli 2011 folgte in Lexington durch einen Finalsieg über James Ward der nächste Titel, wodurch er in der Weltrangliste wieder in die Top 200 einstieg. Im August 2011 spielte Wayne Odesnik in Washington erstmals seit seiner Sperre wieder auf ATP-Ebene: Als Lucky Loser rückte er ins Hauptfeld nach, verlor dort jedoch klar gegen den späteren Turniersieger Radek Štěpánek. Eine Woche später erreichte er in Binghamton zum dritten Mal in dieser Saison ein Challenger-Finale, welches er gegen Paul Capdeville verlor. Im weiteren Saisonverlauf erreichte er noch drei Challenger-Viertelfinals und beendete das Jahr auf Platz 129 der Weltrangliste.
Das Jahr 2012 begann für Wayne Odesnik mit dem sechsten Challenger-Titel seiner Karriere, welchen er in Bucaramanga durch einen Finalsieg über Adrian Ungur gewann. Im Februar 2012 erreichte er als Lucky Loser das Hauptfeld beim ATP-Turnier in Buenos Aires, unterlag dort jedoch David Nalbandian. In Wimbledon scheiterte er, nachdem er als Lucky Loser noch ins Hauptfeld gerutscht war, in der Auftaktrunde knapp in fünf Sätzen an Björn Phau. Im Rahmen des Grand-Slam-Turniers wurden von mehreren Spielern wie Serhij Stachowskyj und Andy Murray die Kritik geäußert, Odesnik sei ein „Spion“ der ITF. Hintergrund war die verkürzte Dopingsperre Odesniks und seine Verwicklung in die lebenslange Sperre Daniel Köllerers. Odesnik selbst wies diese Vorwürfe jedoch zurück. 2014 gewann er seinen letzten Challenger-Titel in Chitre, danach konnte er bis auf das Challenger-Finale von Binghamton wenige Erfolge mehr auf der Tour feiern. Das Jahr beendete er auf Platz 171. Im Vorjahr war er mit drei Challenger-Finals noch auf Platz 138 gelandet.
Im März 2015 wurde er aufgrund positiver Dopingproben aus dem Dezember 2014 und Januar 2015 für 15 Jahre gesperrt. Seine Ergebnisse zwischen Januar und März 2015 wurden annulliert. Er beendete noch am selben Tag seine Karriere.

## Erfolge
| Legende (Anzahl der Siege)  |
| Grand Slam                  |
| ATP World Tour Finals       |
| ATP World Tour Masters 1000 |
| ATP World Tour 500          |
| ATP World Tour 250          |
| ATP Challenger Tour (7)     |

### Einzel

#### Turniersiege
| Nr. | Datum            | Turnier     | Belag     | Finalgegner        | Ergebnis       |
| --- | ---------------- | ----------- | --------- | ------------------ | -------------- |
| 1.  | 25. Juni 2006    | Mailand     | Sand      | Arnaud Di Pasquale | 5:7, 6:2, 7:65 |
| 2.  | 14. Oktober 2007 | Sacramento  | Hartplatz | Lu Yen-hsun        | 6:2, 6:3       |
| 3.  | 1. Februar 2009  | Carson      | Hartplatz | Scoville Jenkins   | 6:4, 6:4       |
| 4.  | 8. Mai 2011      | Savannah    | Sand      | Donald Young       | 6:4, 6:4       |
| 5.  | 24. Juli 2011    | Lexington   | Hartplatz | James Ward         | 7:5, 6:4       |
| 6.  | 29. Januar 2012  | Bucaramanga | Sand      | Adrian Ungur       | 6:1, 7:64      |
| 7.  | 2. Februar 2014  | Chitré      | Hartplatz | Wang Yeu-tzuoo     | 5:7, 6:4, 6:4  |

#### Finalteilnahmen
| Nr. | Datum          | Turnier | Belag | Finalgegner    | Ergebnis |
| --- | -------------- | ------- | ----- | -------------- | -------- |
| 1.  | 12. April 2009 | Houston | Sand  | Lleyton Hewitt | 2:6, 5:7 |